# Pando

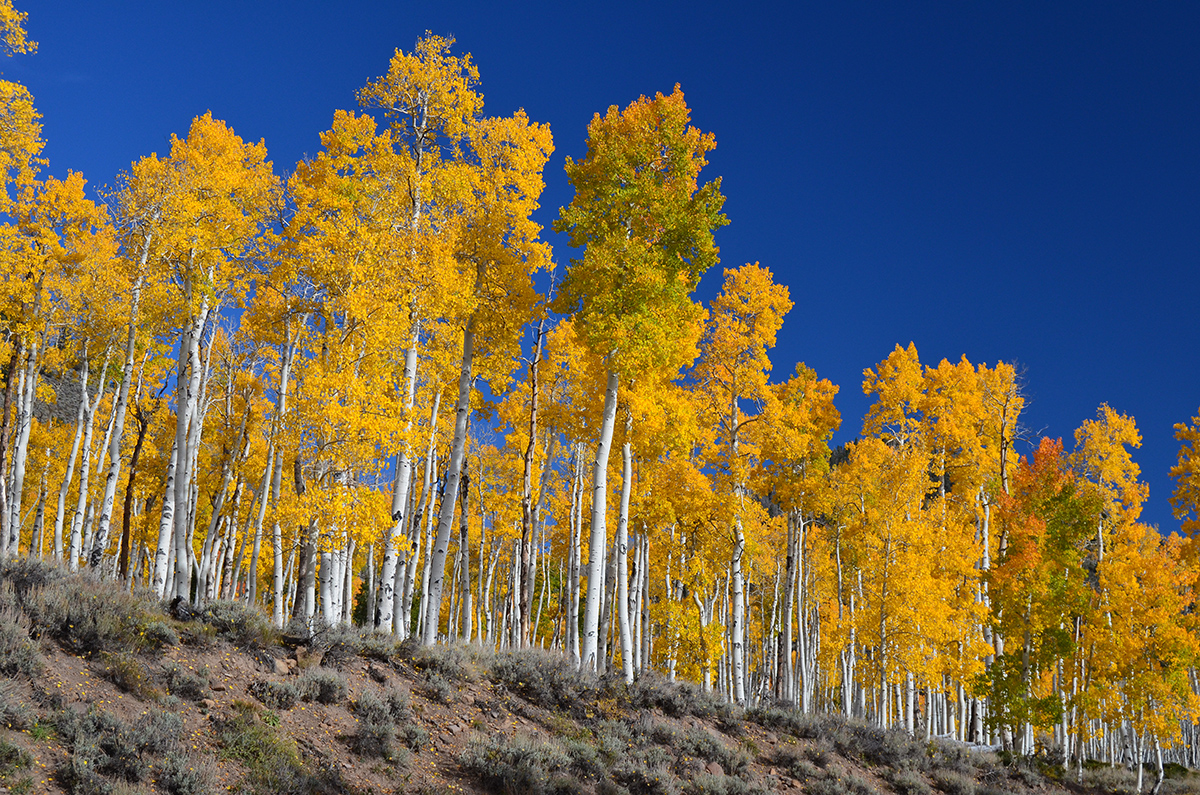
Pando v Fishlake National Forest

Pando je nejtěžší žijící organismus na světě. Jedná se o rozsáhlou kolonii výmladků topolu osikovitého (Populus tremuloides), které mají společný kořenový systém a jsou geneticky totožné. Roste v okrese Sevier (Sevier County) v americkém státě Utah. Topol osikovitý je národním stromem státu Utah, Pando jako symbol komplexního propojení je místem setkávání a slavnostních obřadů původních obyvatel severoamerického kontinentu.

## Geografická poloha
Pando roste v horské oblasti na území přírodní rezervace Fishlake National Forest, nedaleko jihozápadního výběžku jezera Fish Lake (v překladu Rybí jezero), které leží v nadmořské výšce téměř 2 700 metrů a je největším sladkovodním jezerem v Utahu.

## Popis lokality
Celková hmotnost rostliny se odhaduje na 6000 tun, její stáří je odhadováno od několika set až na 80 tisíc let. V ploše zabírá klon 43 hektarů. Výmladky čítají 40 000 kmenů, z nichž nejstarším je 130 let.

## Ohrožení organismu
Na počátku 21. století se zjistilo, že organismus začíná ztrácet schopnost se obnovovat a počet jeho výmladků postupně ubývá. Lokalita je ohrožována nedostatečnou regulací zdejší populace jelení zvěře, pasením dobytka a nevhodnými lidskými zásahy. Do snahy o záchranu tohoto největšího živého organismu na světě se kromě odborníků z USA zapojili i vědci z jiných zemí, mezi nimi i z brněnské Mendelovy univerzity, kteří spolupracují s výzkumným týmem Utažské univerzity. Na lokalitě u jezera Fish Lake zkoumají, jak dlouho se tento klon vyvíjel a co předcházelo jeho současnému rozšíření. Cílem je snaha, na základě takto získaných poznatků, zastavit proces odumírání tohoto unikátního komplexu.